# کاظم کویونجو
کاظم کویونجو (به ترکی استانبولی: Kazim Koynucu؛ زاده ۷ نوامبر ۱۹۷۱ – درگذشت ۲۵ ژوئن ۲۰۰۵)
خواننده، ترانه‌سرا و فعال محیط زیست اهل ترکیه بود.